# Georg Spormecker
Georg Spormecker (* um 1495 in Lünen; † 14. März 1562 in Herbern), auch Spormacher, war ein deutscher Chronist, Pfarrer und Vikar.

## Leben
Spormecker war kath. Pfarrer an der später evangelischen St.-Georgs-Kirche in Lünen und Vikar der St.-Petri-Kirche in Dortmund und zuletzt Pfarrer in Herbern.
Er verfasste 1536 eine lateinische Chronik der märkischen Stadt Lünen (Chronica Lünensis Civitatis Marcanae).

## Ehrungen
In Lünen gibt es zu seinem Andenken den Spormeckerplatz.

## Werke
- Chronica Lünensis Civitatis Marcanae 1536 (lateinisch, später teilweise niederdeutsch fortgeführt).

neuere Ausgaben:
- Spormachers Chronic von Lünen. In: Johann Diederich von Steinen: Westphälische Geschichte, Vierter Theil. Meyersche Buchhandlung, Lemgo 1760, XXXII. Stück, S. 1405–1532 (bis zum Jahr 1539 (S. 1474) auf Latein, danach auf Niederdeutsch bis zum Jahr 1560 (S. 1527), danach fortgesetzt von Dethmar Mülherr, bis zum Jahr 1621 (S. 1532)).
- Chronik der Stadt Lünen. Übersetzt und herausgegeben von Hermann Wember, mit Nachträgen von Detmar Mülher (1567–1633) und Johann Dietrich von Steinen (1699–1759). Lünen 1962 (XVIII+130 Seiten).
- Cronica Lunensis civitatis Markanae. Aufzeichnungen eines westfälischen Geistlichen aus dem 16. Jahrhundert (= Quellen und Forschungen zur Kirchen- und Religionsgeschichte, Bd. 8). Herausgegeben von Wingolf Lehnemann. Verlag für Regionalgeschichte, Bielefeld 2010, ISBN 978-3-89534-748-1 (368 Seiten; Beschreibung auf der Seite des Buchhandels).